# Marcus Ferreira
Marcus Ferreira (Rio de Janeiro, 28 de Julho de 1984) é um dos jovens carnavalescos da nova geração do carnaval brasileiro, com diversas passagens no Carnaval Carioca. Foi campeão do carnaval carioca pela Série A em 2017 pelo Império Serrano e em 2020 no Grupo Especial pela Unidos do Viradouro.

## Carreira
O Arquiteto, Design Gráfico e Carnavalesco Marcus Ferreira está no carnaval há mais de 20 anos e passou por diversas funções na execução dos desfiles das escolas de samba. No carnaval de 2009 teve a responsabilidade em desenvolver o carnaval da Mocidade de Vicente de Carvalho pela antiga série C, da Intendente Magalhães. A escola conquistou a terceira colocação e a ascensão aos desfiles da Marquês de Sapucaí. Para o carnaval de 2010 realizou o enredo "Bonecas: Impossível não se apaixonar por elas", conquistando diferentes premiações pertinentes ao enredo – a agremiação abriu os desfiles da antiga série B, e pela primeira vez se manteve no grupo alcançando a 8ª colocação daquele ano.
Para o carnaval de 2011 recebeu convite da tradicional Estácio de Sá – reconhecida como a primeira escola de samba do Brasil. Com o enredo "Rosas" foi considerado a revelação artística do carnaval, e foi agraciado com melhor conjunto de fantasias e alegorias de distintas premiações do carnaval carioca.  No carnaval de 2012, permaneceu na agremiação em que desenvolveu o carnaval "Luma de Oliveira: Coração de um país em festa", conquistando algumas notas máximas em seus quesitos.
Em 2013, recebeu convite do presidente Ivo Meirelles, da Estação Primeira de Mangueira conduziu o carnaval da Unidos do Jacarezinho pela Série A. Foi bicampeão do carnaval brasiliense pela Acadêmicos da Asa Norte com o enredo: "Acadêmicos da Asa Norte apresente: Um Chorinho bem brasileirinho". No mesmo ano, assinou o carnaval da tradicional Os Rouxinóis, em que conquistou a terceira colocação do carnaval Uruguaianense.
"Olhar caricato: Simplesmente, Lan!" foi o tema desenvolvido na Série A para a Renascer de Jacarepaguá em 2014, em homenagem ao Cartunista Lan. Fez em 2016 pela União do Parque Curicica uma elogiada homenagem ao Teatro de Bonecos da Zona da Mata Pernambucana com o enredo: "Corações Mamulengos".
Para o Carnaval de 2017 foi anunciado como novo carnavalesco do tradicional Império Serrano, conquistando o título para a escola da Serrinha que retornou ao Grupo Especial. Em 2018 assinou o carnaval da Acadêmicos da Rocinha com o enredo em homenagem ao Xilogravurista J. Borges e em 2019 o elogiado enredo "O Frasco do Bandoleiro", pela Inocentes de Belford Roxo. No mesmo ano, retornou à União do Parque Curicica, pelo antigo Grupo B, conquistando o vice-campeonato para a escola de Jacarepaguá com o enredo: "O Reino está nú".
Fez sua estreia no Grupo Especial no carnaval de 2020 pela Unidos do Viradouro em dupla com seu companheiro Tarcísio Zanon. Foram campeões quebrando uma regra dentre a história do carnaval, sendo segunda escola a desfilar no domingo. Com o enredo "Viradouro de Alma Lavada", ganharam todos os prêmios pertinentes à melhor enredo do Grupo Especial e foram escolhidos como a revelação do carnaval de 2020. Em 2022, após a pandemia da Covid-19, continuaram na Agremiação de Niterói com o premiado enredo "Não há tristeza que possa suportar com tanta alegria", garantindo todas as notas máximas de seus quesitos, e conquistando a terceira colocação.
Recebeu convite da Mocidade Independente de Padre Miguel e assinará pela primeira vez, o carnaval da escola para 2023.
Cantando a obra de Mestre Vitalino, Marcus desenvolveu para a escola de Padre Miguel o enredo "Terra de Meu Céu, Estrelas de Meu Chão". Apesar dos esforços de Marcus tendo em vista os problemas financeiros da diretoria da escola, a Mocidade Independente teve sua pior colocação em 14 anos ao ficar no 11º lugar, chegando até a ser a última da tabela em alguns momentos da apuração. Mesmo com os problemas, foi anunciado sua renovação com a escola poucos dias depois.

## Carnavais
Abaixo, a lista de desfiles assinados por Marcus Ferreira.
| Ano  | Escola                          | Colocação   | Divisão                | Enredo                                                           | Ref.        |
| ---- | ------------------------------- | ----------- | ---------------------- | ---------------------------------------------------------------- | ----------- |
| 2009 | Mocidade de Vicente de Carvalho | 3.º lugar   | Grupo Rio de Janeiro 2 | Pelas ruas da cidade abram-alas para Mocidade                    |             |
| 2010 | Mocidade de Vicente de Carvalho | 9.º lugar   | Grupo Rio de Janeiro 1 | Bonecas: Impossível não se apaixonar por elas!                   |             |
| 2011 | Estácio de Sá                   | 3.º lugar   | Grupo A                | Rosas                                                            |             |
| 2012 | Estácio de Sá                   | 7.º lugar   | Grupo A                | Luma de Oliveira: Coração de um país em festa!                   |             |
| 2013 | Asa Norte                       | Campeã      | Especial               | Acadêmicos da Asa Norte apresenta: Um chorinho bem brasileirinho |             |
| 2013 | Rouxinóis                       | 3.º lugar   | Especial               | Uma Festa Nas Alturas                                            |             |
| 2013 | Jacarezinho                     | 18.º lugar  | Série A                | Puxador, não. Intérprete!                                        |             |
| 2014 | Renascer                        | 11.º lugar  | Série A                | Olhar caricato: Simplesmente, Lan!                               |             |
| 2016 | Curicica                        | 11.º lugar  | Série A                | Corações Mamulengos                                              |             |
| 2017 | Império Serrano                 | Campeã      | Série A                | Meu Quintal é Maior do que o Mundo                               |             |
| 2018 | Rocinha                         | 11.° lugar  | Série A                | Madeira Matriz                                                   |             |
| 2018 | Curicica                        | Vice-campeã | Série B                | O Reino está nu!                                                 |             |
| 2019 | Inocentes                       | 9.º lugar   | Série A                | O Frasco do Bandoleiro - Baseado num causo com a Boca na Botija  |             |
| 2020 | Viradouro                       | Campeã      | Especial               | Viradouro de Alma Lavada                                         | [ nota 1 ]  |
| 2022 | Viradouro                       | 3.º lugar   | Especial               | Não há tristeza que possa suportar tanta alegria                 | [ nota 2 ]  |
| 2023 | Mocidade Independente           | 11.° lugar  | Especial               | Terra de Meu Céu, Estrelas de Meu Chão                           |             |
| 2024 | Mocidade Independente           | 10.° lugar  | Especial               | Pede Caju que dou... Pé de Caju que dá!                          |             |
| 2025 | União da Ilha                   | 4.º lugar   | Série Ouro             | Ba-der-na! Maria do Povo                                         | [ 2 ]       |
| 2025 | Vizinha Faladeira               | 5.º lugar   | Série Prata            | Carnaval para Gringo Ver                                         | [ 3 ]       |
| 2026 | União da Ilha                   |             | Série Ouro             | Viva o hoje! O amanhã? Fica para depois!                         | [ 4 ] [ 5 ] |

## Títulos e estatísticas
| Divisão         | Campeonato | Ano  | Vice | Ano | Terceiro lugar | Ano  |
| --------------- | ---------- | ---- | ---- | --- | -------------- | ---- |
| Especial (RJ)   | 1          | 2020 | 0    | -   | 1              | 2022 |
| Segunda Divisão | 1          | 2017 | 0    | -   | 1              | 2011 |

## Premiações
- Estandarte de Ouro

1. 2020 - Melhor enredo ("Viradouro de Alma Lavada") [6]

- Fala Galera Carna Insta

1. 2022 - Melhor enredo (Viradouro - "Não Há Tristeza que Possa Suportar tanta Alegria") [7]

- Gato de Prata

1. 2020 - Melhor carnavalesco (Viradouro) [8]

- Plumas & Paetês Cultural

1. 2011 - Melhor figurinista (Estácio) [9]
2. 2024 - Melhor carnavalesco (Mocidade) [10]
3. 2025 - Melhor figurinista (União da Ilha)[11]

- Prêmio Gazeta do Rio

1. 2022 - Melhor enredo ("Viradouro - "Não Há Tristeza que Possa Suportar tanta Alegria") [12]

- Troféu Band Folia

1. 2025 - Melhor enredo (União da Ilha - "Ba-der-na! Maria do Povo") [13]

- Troféu Sambario

1. 2020 - Melhor conjunto de fantasias (Viradouro) [14]

- Troféu Sambista

1. 2017 - Melhor enredo (Império Serrano - "Meu Quintal é Maior do que o Mundo") [15]

- Troféu Tupi Carnaval Total

1. 2020 - Melhor enredo ("Viradouro de Alma Lavada") [16]